# 廬山聲明

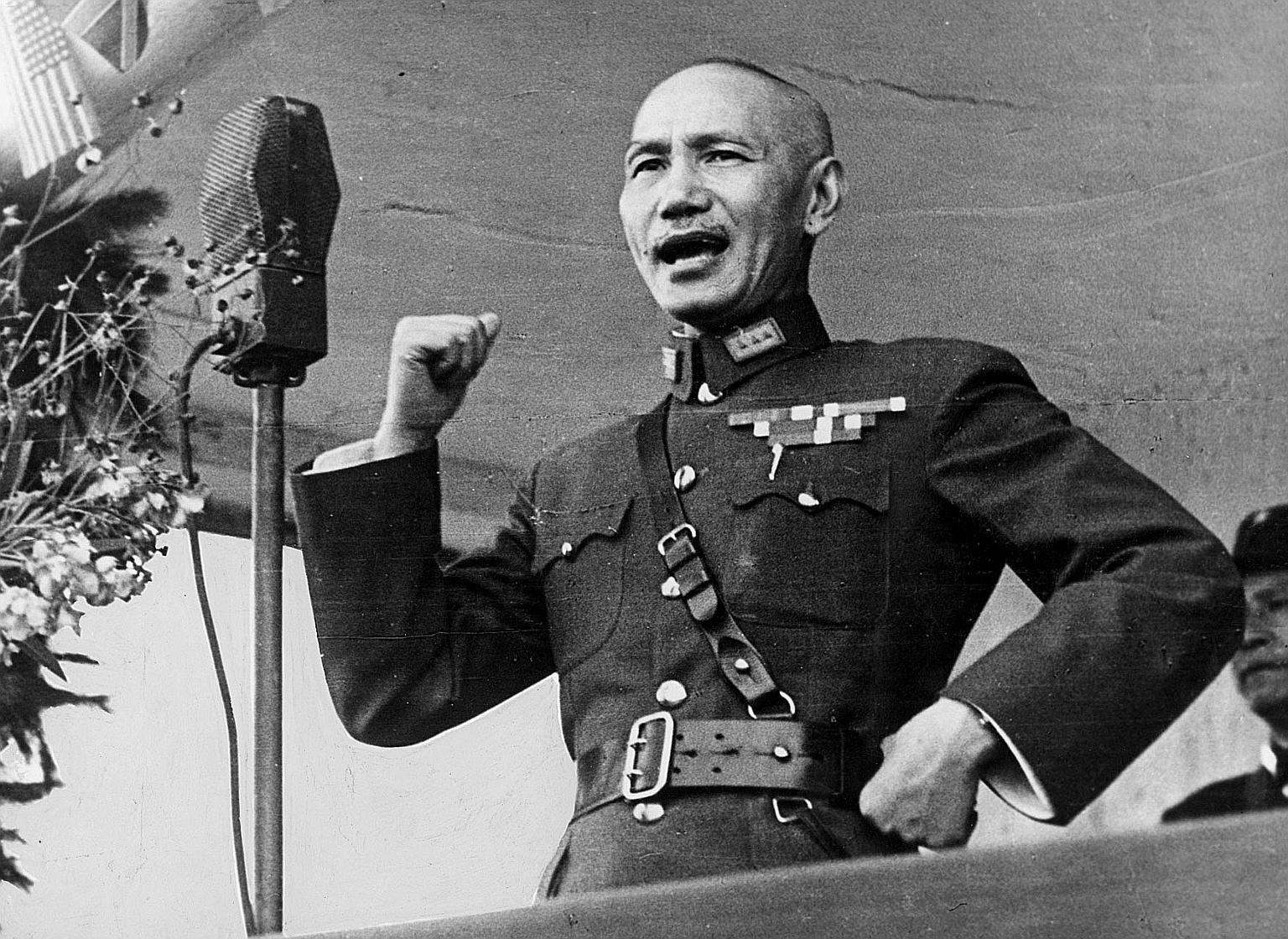
蔣中正（蔣介石）於1937年發表廬山聲明

《廬山聲明》, 亦稱《廬山宣言》或《廬山抗戰聲明》，  為1937年7月17日由蔣中正在江西庐山图书馆發表的聲明，表示對侵華日軍挑釁的退讓底線。這一聲明象徵著中國抗日戰爭全面開始。

## 历史
1937年7月7日，卢溝橋事變發生。隨後的7月17日，時任中華民國國民政府軍事委員會委員長蔣中正，在江西廬山發表了著名的「廬山聲明」，作為對於「最後關頭演說」的重申。
該聲明稱：「如果放棄尺寸土地與主權，便是中華民族的千古罪人！那時便只有拚全民族的生命，求我們最後的勝利。」「臨到最後關頭，便只有拚全民族的生命，以救國家生存。最後關頭一到，我們只有犧牲到底、抗戰到底。」「地無分東西南北，年不分男女老幼，皆有守土抗戰之責！」至此表明了對日軍挑釁的退讓底線。